# Psychostasie

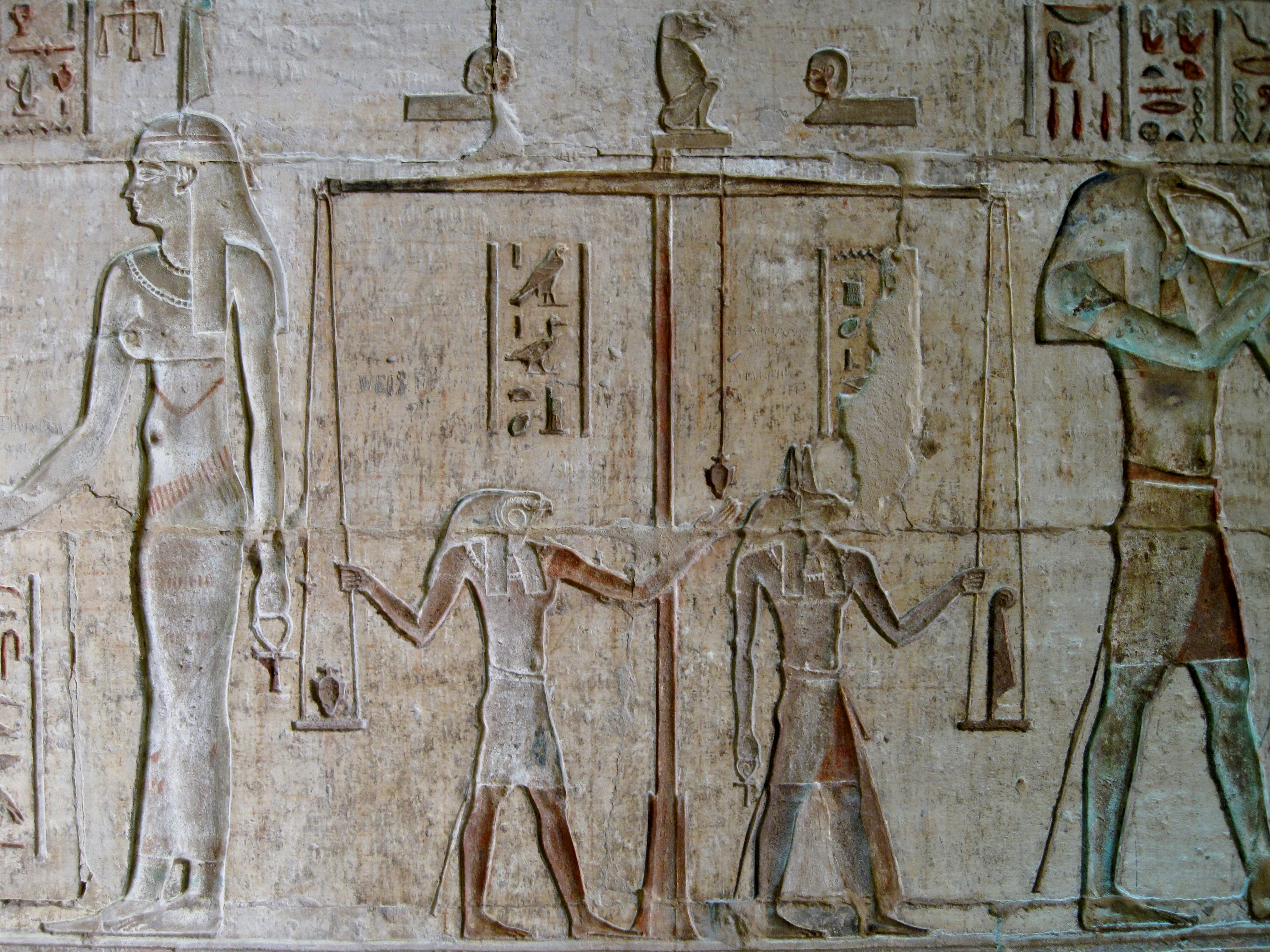
Das Wiegen des Herzens in einem Relief im Hathor-Tempel von Deir el-Medina

Der Begriff Psychostasie (altgriechisch ψυχή ‚Seele‘ + altgriechisch στάσις ‚Stabilität, das Stehen, Halten‘) bezeichnet im altägyptischen Totenbuch für den Zeitraum vom Neuen Reich bis zur Ptolemäerzeit die altägyptische Vorstellung, dass das Herz des Verstorbenen vor der Vereinigung seiner Ba-Seele mit seinem Leichnam in der Halle der Vollständigen Wahrheit gewogen wird. Das ermittelte Gewicht steht dabei stellvertretend für die Loslösung der negativen Taten des Verstorbenen. Wenn das Herz zu schwer war und damit die Unzulänglichkeit des Verstorbenen andeutete, wurde es an die Totenfresserin Ammit verfüttert.

## Altägyptisches Totenbuch
Der Totenbuchspruch 125 befasst sich mit der Beschreibung des altägyptischen Totengerichts. Der Verstorbene muss sich vor den Totenrichtern rechtfertigen, da diese über sein weiteres Schicksal entscheiden werden. Hier findet die Psychostasie statt. Zu Beginn begibt sich der Verstorbene in die Halle der Vollständigen Wahrheit, um dort den 42 Totenrichtern des Totenbuches gegenüberzutreten und vor ihnen Rechenschaft abzulegen.
Nachdem er eine kurze Begrüßungsformel gesprochen hat, beginnt der Verstorbene einen Monolog darüber zu halten, welche negativen Taten er nicht begangen habe, und wendet sich anschließend direkt an jeden Einzelnen der Totenrichter, um sein negatives Bekenntnis abzuliefern. Im Anschluss daran betont der Verstorbene noch einmal, wodurch er sich zu Lebzeiten ausgezeichnet habe, und bittet die Götter darum, ihn zu erretten. Veranschaulicht wird die Psychostasie durch Vignetten, deren Hauptkennzeichen die Darstellung des Verstorbenen in Gegenwart der Waage ist.

## Geschichte der Psychostasie

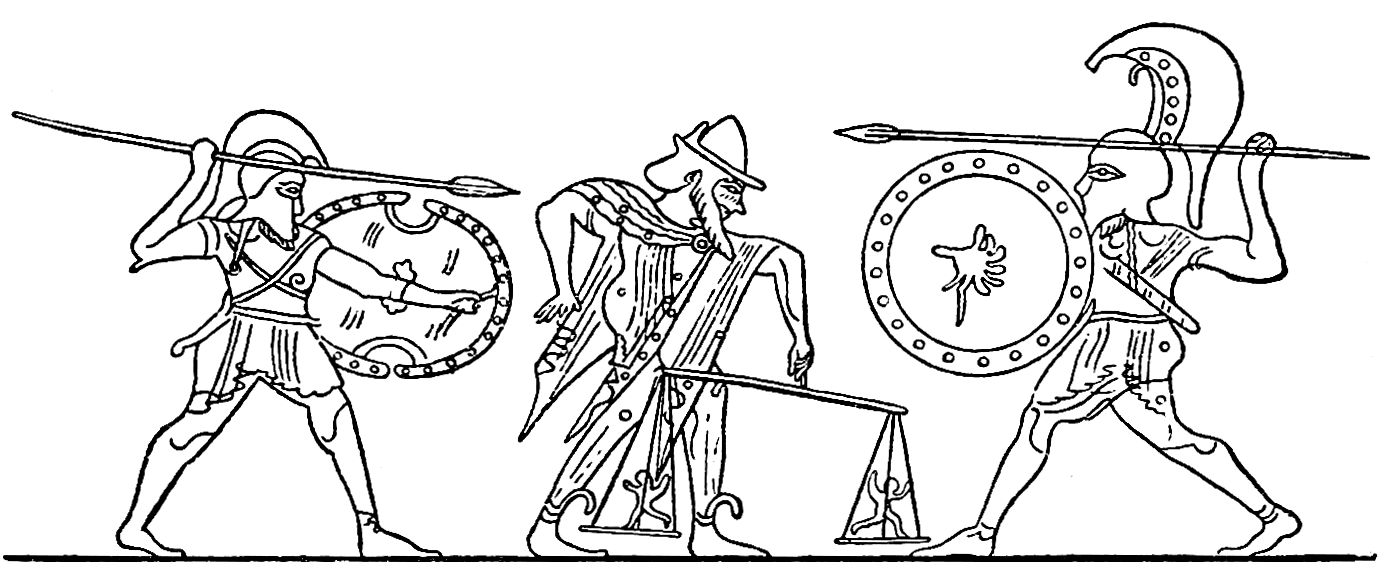
Kerostasie – Abwägung der Keres durch Hermes – Lekythos aus Capua

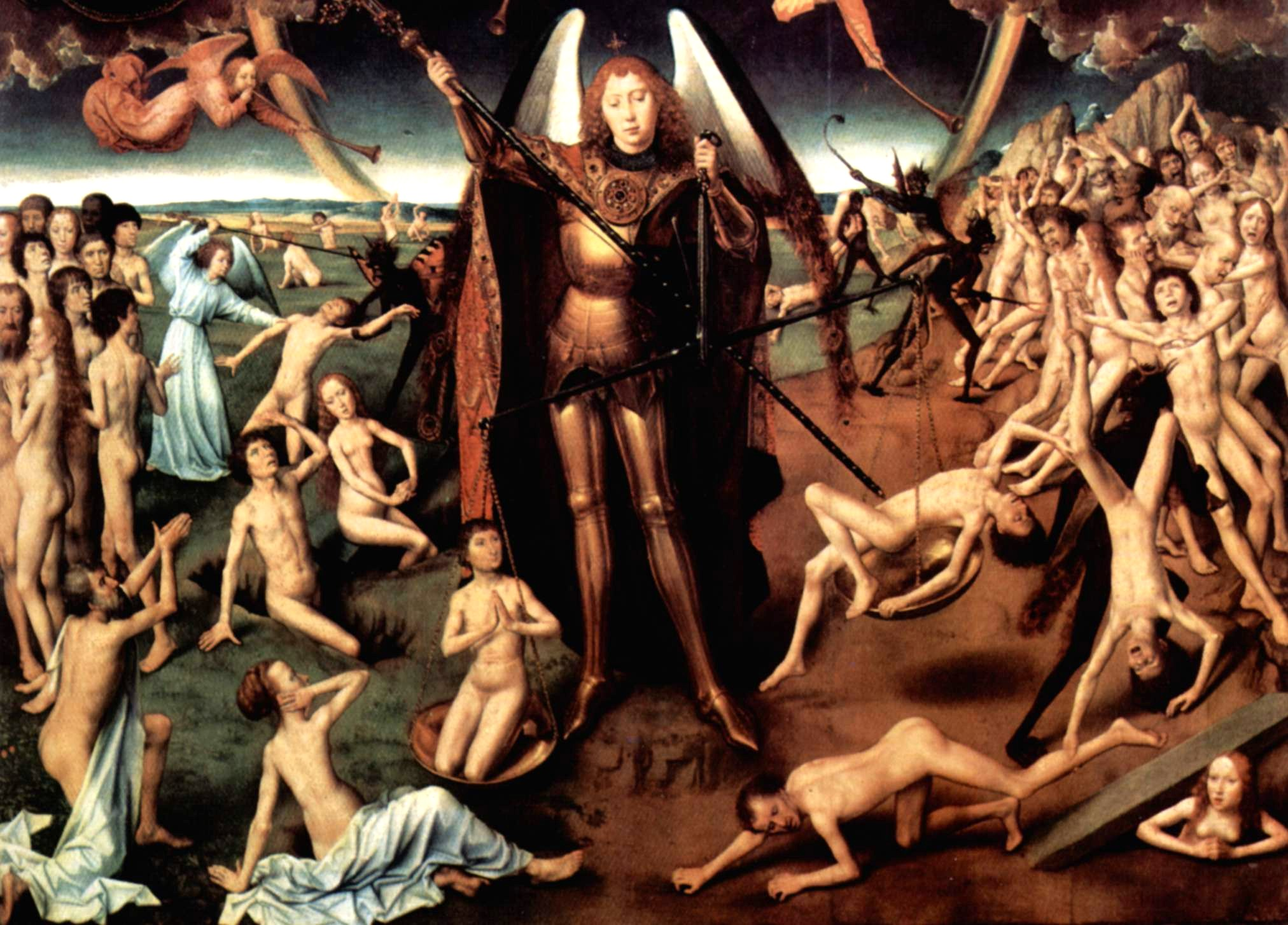
Erzengel Michael beim Wiegen der Seelen

Bei den Griechen in den frühen heroischen Überlieferungen war es der Tropos vom Menschenleben im Gleichgewicht, in dem die Götter die Waage hielten, um das Überleben der Helden in einem Duell zu ermitteln, so wie während des Kampfes der Helden Achilles und Hektor in der Ilias, als Zeus, ermüdend der Schlacht, seine goldene Waage aufhängte und in ihr die paarigen Keres setzte – „zwei verhängnisvolle Bestandteile des Todes“. Dieser Prozess war eine Kerostasie, eine Abwägung der Helden-Schicksale, als eher ein Urteil vom jeweiligen Wert. Diese Überlieferung wurde häufig von Vasenmalern gepflegt. Ähnliche Typen sind auf späteren
Kunstwerken, besonders auf etruskischen Spiegeln, nachzuweisen, für die Ker treten hier furienartige Gestalten ein.
Unter den späteren griechischen Autoren war die Psychostasie das Vorrecht des Minos, dem Richter der neu Verstorbenen in der Unterwelt der griechischen Mythologie. Plutarch berichtet, dass Aischylos eine Tragödie mit dem Titel Psychostasia (altgriechisch ψῡχο-στασία) schrieb, in dem die Zuschauer des Kampfes Thetis und Eos waren, welche in diesem Fall den Kampf zwischen Achilles und Memnon zeigt.
Die Seelenwägung im Jüngsten Gericht der christlichen Lehre entspricht der ägyptischen Herzwägung beim Totengericht. Sie ist auch dem Alten Testament bekannt (Hi 31,6 ; Dan 5,27 ). In der Scholastik des Mittelalters wird durch den Lehrentscheid von Papst Benedikt XII. 1336 ein Gericht nach dem Tod des Verstorbenen impliziert, also ein Partikulargericht. Sie wird in mittelalterlichen Darstellungen durch den Erzengel Michael vorgenommen (s. Abb.). Auch untergeordnete Elemente der Seelenwägung stimmen in ägyptischen und mittelalterlichen Bildern treu überein, nicht zuletzt der Rachen des Untiers als Symbol für die Hölle. Wie sich die Beisitzer im ägyptischen Gericht aus seligen Toten rekrutieren konnten, so nehmen auch die Apostel am Jüngsten Gericht neben „dem Thron seiner Herrlichkeit“ teil (Mt 19,28 ).
Im Volksglauben lebte die ägyptische Tradition der Psychostasie weiter. Viele Christen hielten noch bis zum Mittelalter an dem Brauch fest, das Herz eines verstorbenen Menschen durch etwas Schwereres zu ersetzen. Zuerst wurden dabei früher das organische Herz entnommen und durch ein künstliches Herz aus einem möglichst schweren Stoff ersetzt, um dem Toten seine Chance zu erhöhen, nach dem Tod im Jenseits weiterzuleben bzw. sein Herz „gewichtiger“ erscheinen zu lassen. Bei wohlhabenden Menschen, wie z. B. Kaisern, Königen und reichen Adligen wurde Gold als Herzersatz bevorzugt. Angehörige niederer Stände ersetzten das Herz durch einen gewöhnlichen Stein. Da dieser Brauch sich noch bis zum Mittelalter hielt, ist uns heute auch, der aus der damaligen Zeit stammende Ausdruck „ein Herz aus Gold/Stein“ bekannt. Eine andere Erklärung für den Ausdruck „ein Herz aus Stein“ ist die alttestamentliche Bibelstelle Ez 36,26  in der Gott ankündigt, das steinerne Herz der Menschen wegzunehmen und durch ein fleischernes zu ersetzen.

## Redewendungen
Redewendungen erweisen sich als ein kollektives Gedächtnis für längst vergessene Vorstellungen. Der Ausdruck „gewogen und zu leicht befunden“ (= den sachlichen, fachlichen, ethischen o. ä. Anforderungen nicht genügend, vgl. DUDEN Redewendungen) stammt aus dem alttestamentlichen Buch Daniel (5, 27), das direkt die ägyptische Idee der Psychostasie aufgreift. Bei den Redewendungen „leichten Herzens“ und „ein Herz aus Stein“ hat dagegen im Laufe der Zeit eine Bedeutungs-Inversion stattgefunden. Sie meinen nun das Gegenteil vom psychostatischen Ursprung.

## Versuche wissenschaftlicher Psychostasie
Duncan MacDougall, Arzt aus Haverhill in Massachusetts, bestimmte in wissenschaftlichen Experimenten das Gewicht der Seele mit 21 Gramm. Davon berichtete die New York Times am 11. März 1907. MacDougall baute eine Präzisionswaage: ein an einem Gestell aufgehängtes Bett, dessen Gewicht samt Inhalt sich auf fünf Gramm genau bestimmen ließ. Die erste von sechs Versuchspersonen zeigte im Moment des Todes einen Gewichtsverlust von 21 Gramm: das vermeintliche Gewicht der Seele. 15 Hunde dagegen verendeten auf der Waage – alle ohne den geringsten Gewichtsverlust. Auch der niederländische Physiker Dr. Zaalberg van Zelst und auch Dr. Malta wollten nachgewiesen haben, dass man den Astralkörper eines Menschen wiegen und damit physikalisch nachweisen kann. In einigen Versuchen in Den Haag wogen sie sterbende Patienten und ermittelten dabei im Moment des klinischen Todes einen nicht zu erklärenden Gewichtsverlust der Personen von 69,5 Gramm. Der Film 21 Gramm (Alejandro González Iñárritu, USA 2003) bezieht sich auf diese Experimente.
In den 1930er Jahren stellte der Lehrer Harry LaVerne Twining in Los Angeles Versuche mit Mäusen an, die er tötete und während des Sterbevorgangs wog. Er stellte auf die Schalen einer Balkenwaage je ein Becherglas mit einer lebenden Maus und einem Stück Zyankali und balancierte die Versuchsanordnung aus. Dann gab er eines der Zyankalistücke in das Glas. Als die Maus nach 30 Sekunden starb, bewegte sich der Waagbalken auf ihrer Seite nach oben. Somit trat wie bei MacDougalls Versuch ein Gewichtsverlust ein. Als aber Twining die Maus in einem luftdicht versiegelten Glaszylinder ersticken ließ, wurde keine Gewichtsveränderung festgestellt. Daraus schloss Twining, dass eine sterbende Maus im Augenblick des Todes eine bestimmte Menge an Flüssigkeit verliert, die verdunstet, aber bei Versiegelung des Gefäßes nicht entweichen kann.
Twinings Hypothese kann jedoch nicht überzeugen, da ein Grund für einen solch plötzlichen und großen Flüssigkeitsverlust beim Sterbevorgang nicht ersichtlich ist. Len Fisher weist darauf hin, dass möglicherweise Konvektionsströme eine Rolle spielen; dieser Faktor wurde weder von MacDougall noch von Twining berücksichtigt. Ebenso könnte es sich um die beim Tod aus der Lunge entweichende Atemluft handeln. Allerdings musste dies dann bei allen Säugetieren zu beobachten sein. Bei den Versuchen mit Hunden könnte die durch das Fell erzeugte Wärmedämmung das Ergebnis beeinflusst haben. Geht man jedoch davon aus, dass die Flüssigkeit nicht verdunstet, sondern im Fell aufgefangen wird, so müsste dies auch bei Mäusen der Fall sein. Fisher stellt folglich fest, dass eine befriedigende Erklärung der Experimente noch nicht gefunden ist.